# Margarethe Schmidt
Margarethe Schmidt (* 1948 in Ilmenau) ist eine deutsche Autorin und Kunstwissenschaftlerin.

## Leben
Margarethe Schmidt studierte zunächst Sprachheilpädagogik. 1985 wurde sie an der Pädagogischen Hochschule Leipzig promoviert. Nach einiger Zeit machte sie die Ikonographie zu ihrem Arbeitsgebiet und befasste sich hauptsächlich mit christlicher Kunst. Ihre bekannteste Schrift ist Die vergessene Bildersprache christlicher Kunst. Ein Führer zum Verständnis der Tier-, Engel- und Mariensymbolik (zusammen mit ihrem Mann, dem Pfarrer Heinrich Schmidt). Die italienische Übersetzung erschien unter dem Titel Il linguaggio delle immagini. Iconografia cristiana.

## Schriften
- mit Heinrich Schmidt: Die vergessene Bildersprache christlicher Kunst. Ein Führer zum Verständnis der Tier-, Engel- und Mariensymbolik  C. H. Beck, München 1981, ISBN 3-406-08139-8
- Zur Spezifik der Rezeption mündlicher Texte, untersucht am Einfluss von Kommunikationsverfahren auf die Rezeptionsleistung. Dissertation, Pädagogische Hochschule Leipzig 1985 (ungedruckt).
- mit Heinrich Schmidt: In der Gegenwart Gottes. 7 Meditationen christlicher Kunstwerke. Calwer Verlag, Stuttgart 1990, ISBN 3-7668-3056-2
- Warum ein Apfel, Eva?  Die Bildsprache von Baum, Frucht und Blume. Schnell und Steiner, Regensburg 2000, ISBN 978-3-7954-1304-0